# تماشای حیات وحش

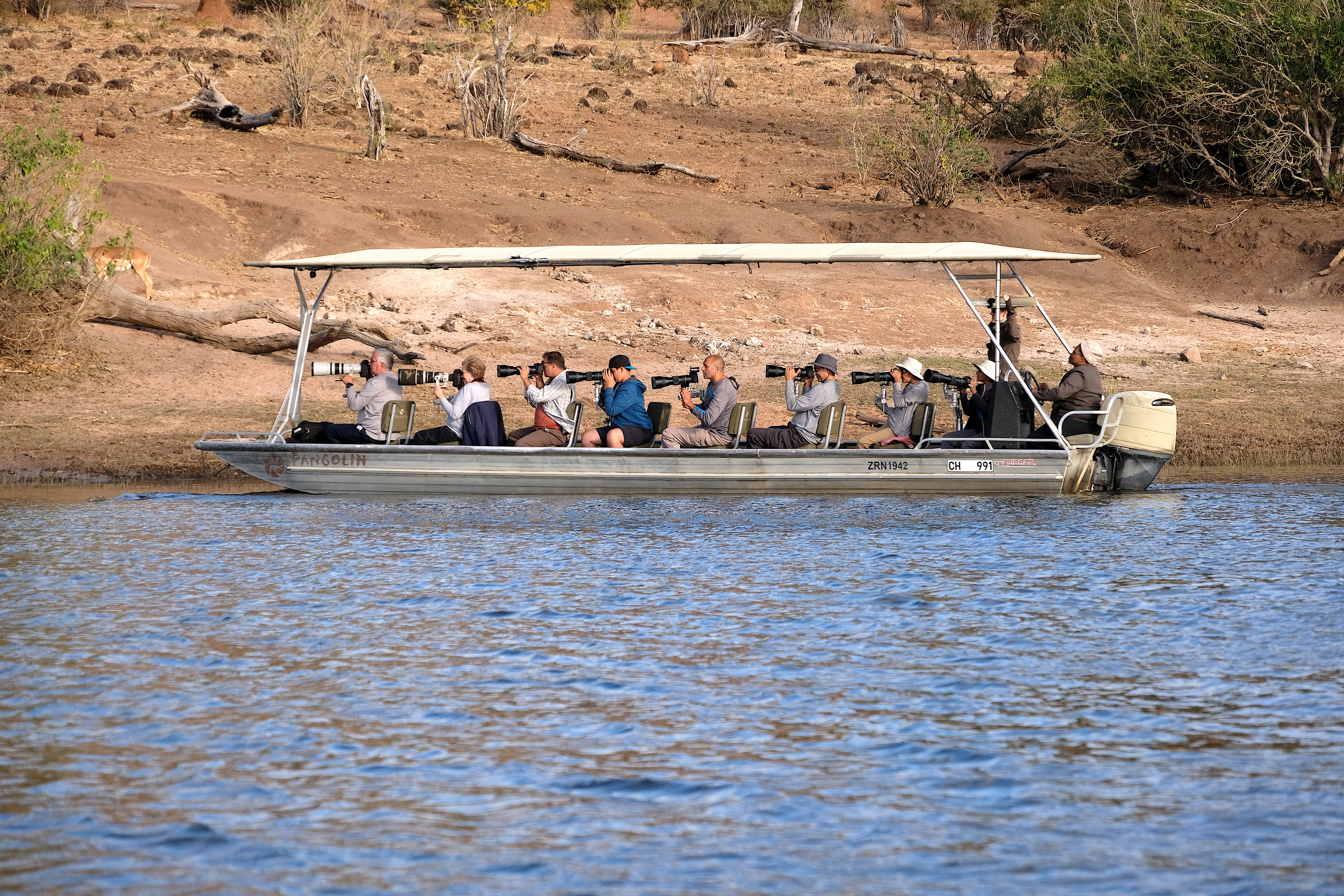
سرگرمی عکاسان، عکس گرفتن از حیات وحش در رودخانه کواندو / بوتسوانا (۲۰۱۸)

تماشای حیات وحش یا دیدن حیات وحش (به انگلیسی: Wildlife observation) عبارت است از توجه به وقوع یا فراوانی گونه‌های جانوری در یک مکان و زمان خاص، چه برای هدف‌های پژوهشی یا سرگرمی. نمونه‌های رایج این نوع فعالیت‌ها تماشای پرندگان، تماشای پرندگان دریایی و تماشای نهنگ‌ها است.
فرایند تماشای علمی حیات وحش، شامل گزارش موارد (شناسایی گونه)، کجا (موقعیت جغرافیایی)، چه زمانی (تاریخ و زمان)، چه کسی (جزئیات تماشاگر)، و چرا (دلیل تماشا، یا توضیحاتی برای وقوع) است. در صورتی که جانوران زنده باشند، می‌توان تماشای حیات وحش را انجام داد، که نمونه بارز آن مشاهده حضوری و دوربین‌های زنده است، یا مرده باشند، که نمونه اولیه آن آگاهی از محل وقوع کشتار جاده‌ای است. این اطلاعات اساسی مورد نیاز برای جمع‌آوری داده‌ها برای تماشای حیات وحش را مشخص می‌کند. که می‌تواند به پژوهش‌های علمی دربارهٔ پراکنش، روابط زیستگاهی، روندها و حرکت گونه‌های حیات وحش کمک کند.

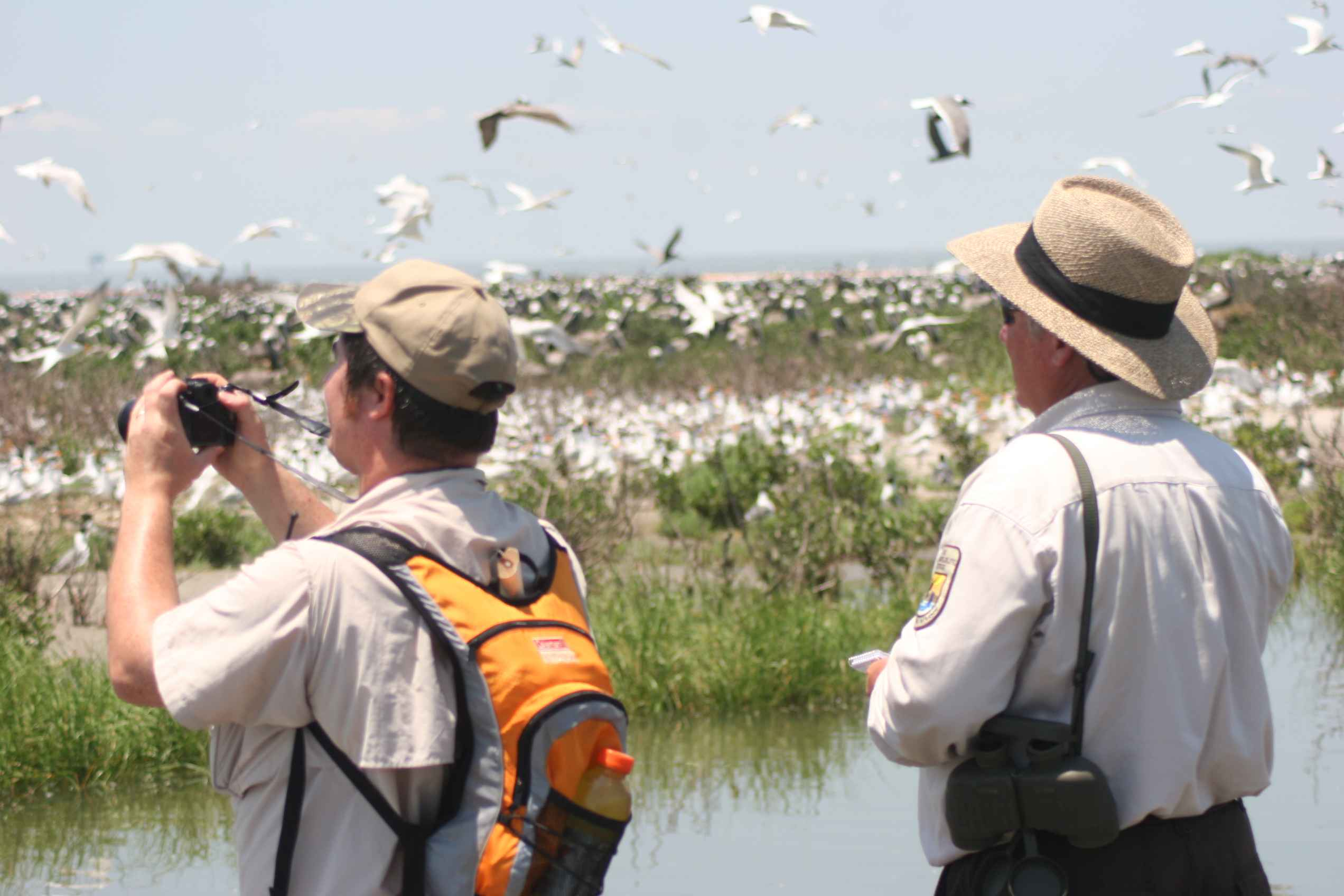
پرنده‌نگرها در ساحل

تماشای حیات وحش امکان مطالعه جانداران را با کمترین اختلال در بوم‌سازگان آنها بسته به نوع روش یا تجهیزات به‌کاررفته فراهم می‌کند. استفاده از تجهیزاتی مانند وسایل نقلیه هوایی بدون سرنشین (پهپادها) که بیشتر به عنوان هواپیماهای بدون سرنشین شناخته می‌شوند، ممکن است سبب ایجاد مزاحمت و اثر منفی بر حیات وحش شود. برای جمع‌آوری داده‌های دقیق‌تر می‌توان از تجهیزات تخصصی استفاده کرد.

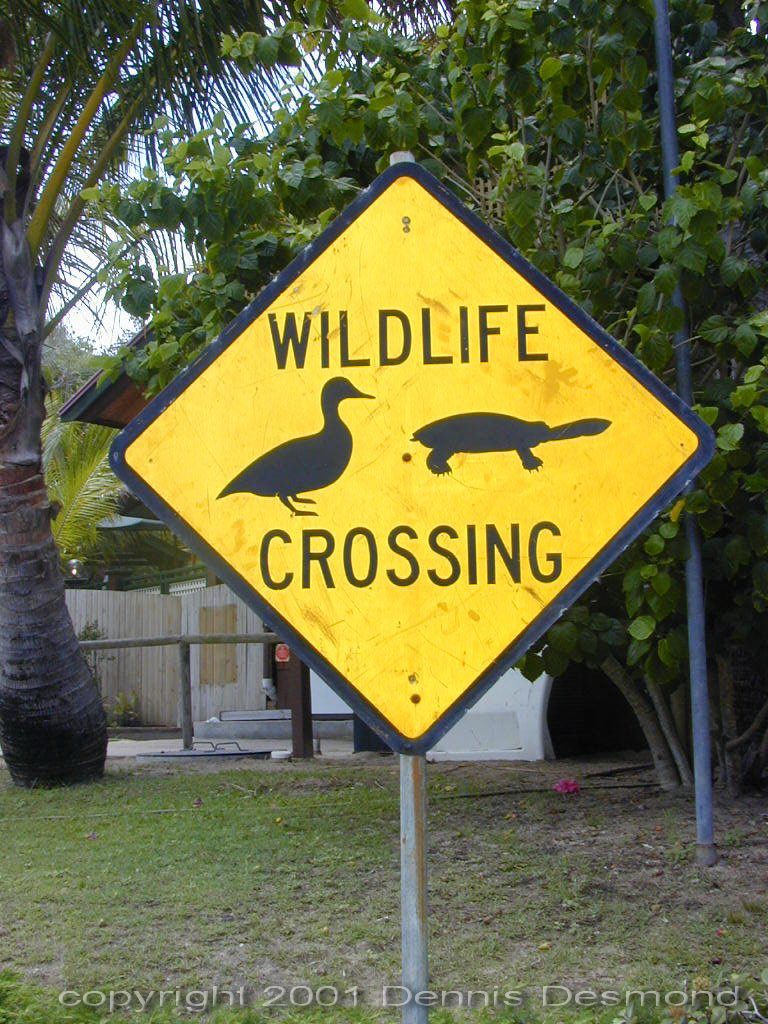
نمونه‌ای از تابلوی عبور حیات وحش

## پژوهش
- جانور چه می‌خورد - آیا جانور گوشت‌خوار، گیاه‌خوار یا همه‌چیزخوار است؟
- چه جانورانی، آن جانور را شکار می‌کنند؟
- جانور کجا زندگی می‌کند؟
- آیا جانور خطرناک است؟
- آیا جانور در خطر است؟
- آیا جانور به صورت دسته‌جمعی سفر می‌کند یا به تنهایی؟
- عادت خواب جانور چیست؟[۷]

## تماشای زنده و دیدن
- تماشای پرندگان
- پخش زنده
- جمع‌آوری داده
- دیدن جانوران وحشی مرده

- سیستم‌های آنلاین و اپلیکیشن‌های موبایل

## اثرات اقتصادی تماشای جانوران
- هزینه‌های تماشا
- هزینه‌هایی که تماشا از آنها جلوگیری می‌کند